# Giuseppe Cantoni
Giuseppe Cantoni (Lentigione di Brescello, 25 marzo 1841 – Casale di Mezzani, 5 luglio 1909) è stato un musicista italiano.

## Biografia
Nato in una famiglia contadina, frequentò la scuola di musica di Brescello (RE). Successivamente la famiglia si trasferì sulla riva opposta dell'Enza a Coenzo (PR) per poi spostarsi in località Parmetta a Mezzani. Qui Giuseppe conobbe la futura moglie Maria Secchi.
Suonatore di flicorno di buon livello, insegnò musica alla propria numerosa prole avviandola allo studio di tromba, il flicorno e trombone, con l'intento di creare una formazione musicale interamente composta da membri della sua famiglia.

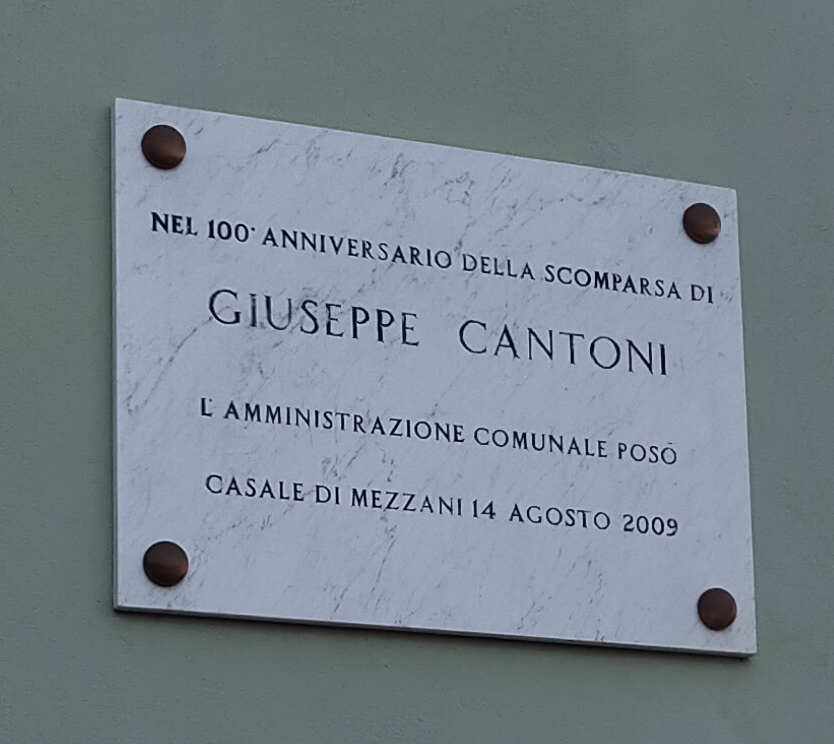
Targa commemorativa sulla casa in cui abitò Cantoni

A Casale di Mezzani dove risiedeva, nel 1861 creò il Concerto Cantoni formato quasi interamente da membri della sua famiglia (solo i clarinetti erano suonati da elementi esterni). L'attività dell'orchestra cominciò nel 1873. Fu la prima orchestra da ballo popolare della provincia. Fino ad allora, inoltre, valzer, polka, mazurka erano stati appannaggio dei nobili: Cantoni ebbe l'idea di portare la musica da ballo nelle feste contadine che si svolgevano in occasione dei raccolti o delle sagre. Il Concerto Cantoni veniva chiamato non soltanto in occasione di eventi lieti, ma anche in concomitanza di funerali. 
La formazione divenne molto popolare, tanto da diventare ospite fissa in diverse feste paesane; in occasione di una di queste, una sagra a Fontanellato, Cantoni ricevette anche gli elogi dal maestro Giuseppe Verdi.
Tra i brani da lui composti si possono ricordare: le polca La ruota, L'attenti, Polca gioiosa, La bicicletta (a ritmo di mazurca) e  Gli amici di Cantoni (a ritmo di valzer).
Durante la propria vita Cantoni svolse sempre l'attività di agricoltore, dedicando il proprio tempo libero all'attività di musicista e ad impartire lezioni di musica ai giovani del posto.
Nell'agosto 2009, in occasione del centenario della morte di Giuseppe, il comune di Mezzani ha posto una targa sulla casa dei Cantoni.